# Джейми Фарр
Дже́йми Фарр (англ. Jamie Farr), настоящее имя Джами́л Джо́зеф Фара́ (англ. Jameel Joseph Farah; род. 1 июля 1934[…], Толидо, Огайо) — американский актёр театра, кино и телевидения.

## Биография
Джамил Фара родился 1 июля 1934 года в Толидо в бедной семье. Мать — американка Джамелия Эбодили работала швеёй, отец — ливанец Сэмюэль Фара работал мясником в магазине. В связи с национальностью отца Джамил с детства воспитывался в духе Маронитской католической церкви. Окончил высшую школу Вудуард (Woodward High School). Был замечен «охотниками за талантами» киностудии Metro-Goldwyn-Mayer, и в 1955 году дебютировал на широком экране небольшой ролью ученика в фильме «Школьные джунгли».
После первого успеха в кино, Джамил твёрдо решил стать актёром, однако карьеру пришлось отложить на два года, отдав их службе в армии, которая прошла в Калифорнии, Нью-Йорке и Южной Корее (1956—1958). Вскоре после его возвращения домой, в возрасте 61 года скончался отец Джамила. Долгое время актёра, взявшего псевдоним Джейми Фарр, приглашали на эпизодические роли, он мельком появлялся в различных телешоу, снимался в рекламе. Однако настоящая известность пришла к Фарру в 1972 году, когда он появился в сериале «МЭШ» — на протяжении одиннадцати лет он играл в нём одного из главных персонажей. Примечательно, что солдатский жетон, который носит его персонаж в «МЭШе», — настоящий, оставшийся у Джейми с армейских времён.
В 1980-х запомнился зрителям участием в рекламе Mars’а. С 1984 года является ведущим женских профессиональных состязаний по гольфу англ. Jamie Farr Toledo Classic, названных в его честь. В 1985 году удостоился звезды на Голливудской «Аллее славы».
Изредка озвучивает небольшие роли в мультсериалах, в 1966 и 1972 годах дважды выступил как сценарист к нескольким эпизодам сериалов, в 1983 и 1984 годах дважды выступил как режиссёр к нескольким эпизодам других сериалов. Вёл несколько теле- и радиопрограмм.
В 1996 году увидела свет автобиография Just Farr Fun.
В июле 1998 года, в честь 64-летия актёра, парк в Толидо, где в детстве любил гулять Фарр, был переименован в его честь.
С 16 февраля 1963 года женат на модели Джой Энн Ричардс, дети — Джонас Сэмюэль Джеймс и Ивонна Элизабет Роуз.
По состоянию на 2009 год проживает в городке Белл-Каньон (Bell Canyon) в Калифорнии.

## Избранная фильмография

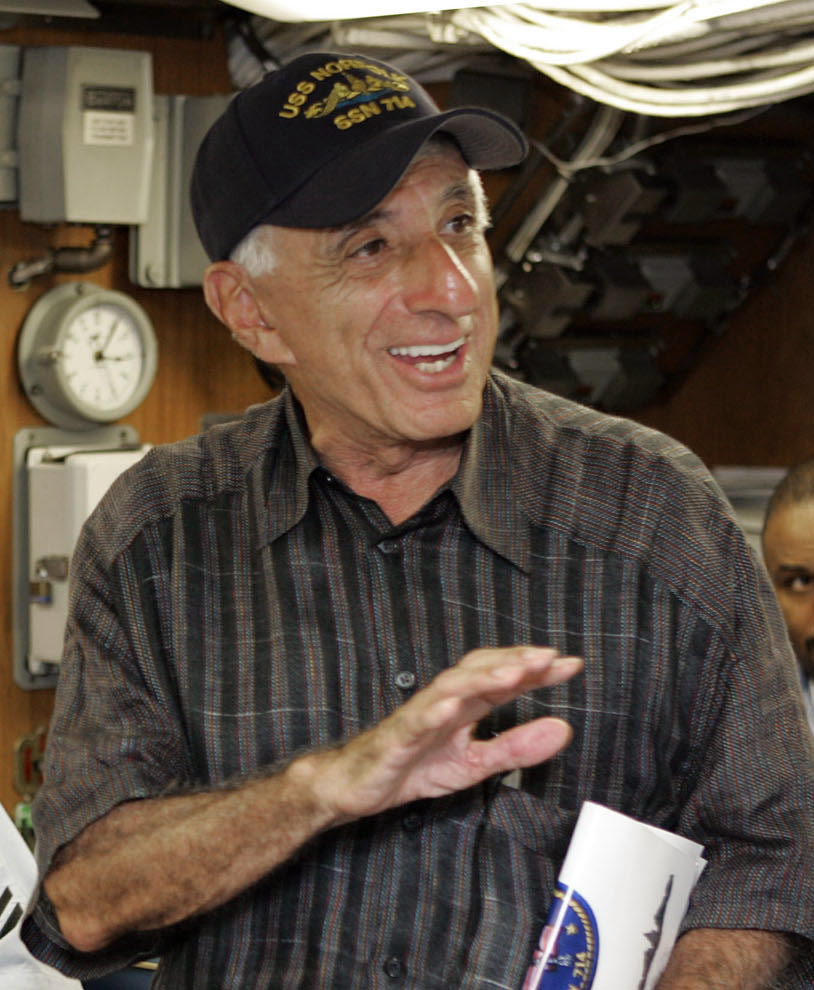
В 2007 году

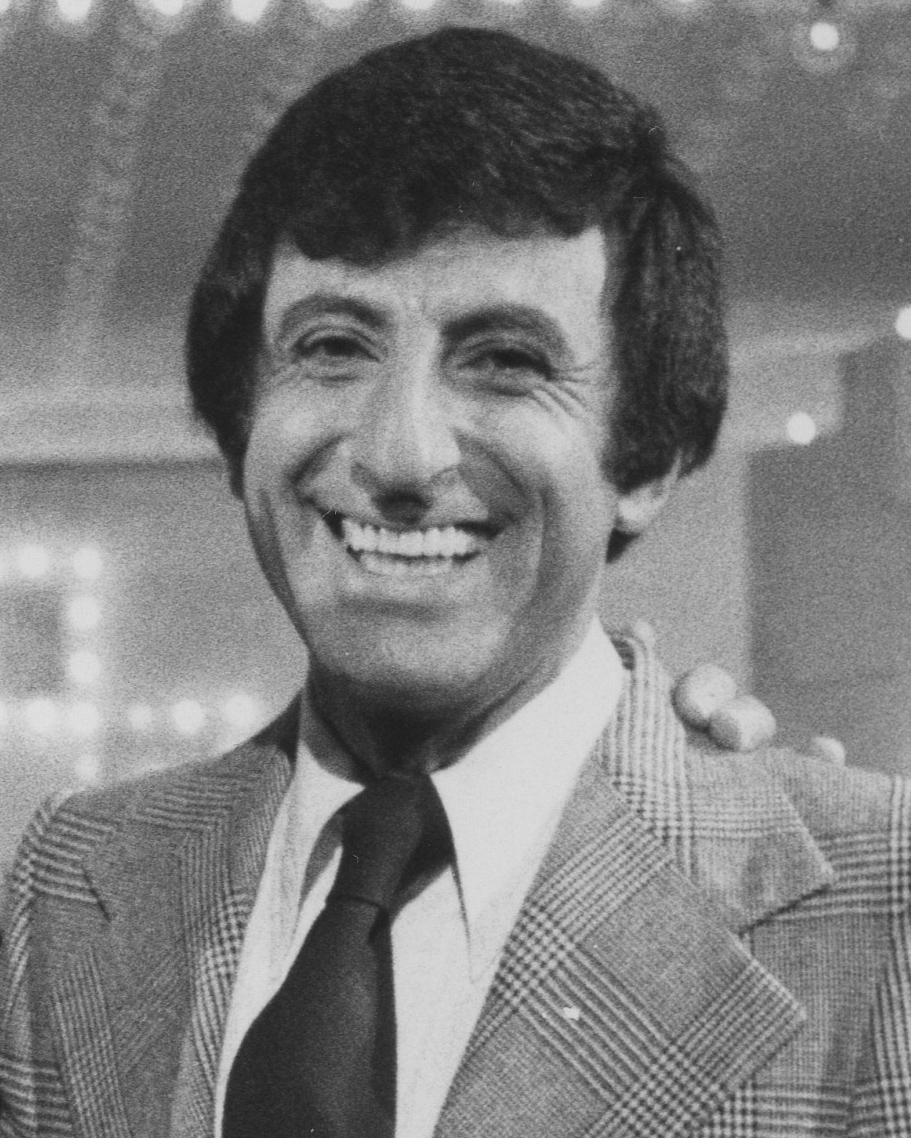
В 1976 году

- 1955 — Школьные джунгли / Blackboard Jungle — Сантини, ученик школы
- 1955 — Кисмет / Kismet — Оранжевый Купец (в титрах не указан)
- 1956 — Диана / Diane — немой сквайр графа Ридольфи (в титрах не указан)
- 1956 — Три жестоких человека / англ. Three Violent People — Педро Ортега
- 1956, 1959—1961 — Шоу Реда Скелтона[англ.] / англ. The Red Skelton Show — разные роли (в семи выпусках)
- 1958 — Трудно быть сержантом / No Time for Sergeants — лейтенант Гарделли, второй пилот
- 1961 — Шоу Дика ван Дайка / англ. The Dick Van Dyke Show — посыльный (в четырёх выпусках)
- 1962, 1964 — Хазел / Hazel — Антонио / приказчик (в двух эпизодах)
- 1964 — Три моих сына / англ. My Three Sons — Щекотка (в одном эпизоде)
- 1965 — Величайшая из когда-либо рассказанных историй / The Greatest Story Ever Told — Апостол Фаддей
- 1965 — Незабвенная / The Loved One — официант в английском клубе
- 1965 — Бен Кейси / англ. Ben Casey — (в одном эпизоде)
- 1965 — Правосудие Бёрка / англ. Burke's Law — работник справочной в клинике / Зава (в двух эпизодах)
- 1965—1966 — Мой любимый марсианин / англ. My Favorite Martian — Бенни / Фред (в двух эпизодах)
- 1965, 1968 — Гомер Куча, морпех / англ. Gomer Pyle, U.S.M.C. — разные роли (в двух эпизодах)
- 1966 — Шоу Люси / The Lucy Show — Винс (в одном эпизоде)
- 1966 — Я мечтаю о Джинни / англ. I Dream of Jeannie — Ахмед (в одном эпизоде)
- 1966 — Ларедо / Laredo — индеец (в одном эпизоде)
- 1966 — Шоу Энди Гриффита / англ. The Andy Griffith Show — Грекос (в одном эпизоде)
- 1967 — Дни в Долине Смерти / Death Valley Days — Дик Гирд (в одном эпизоде)
- 1968 — Шестеро под одной крышей / англ. With Six You Get Eggroll — Йо-Йо
- 1968 — Напряги извилины / Get Smart — музыкант (в одном эпизоде)
- 1968—1969 — Летающая монахиня / The Flying Nun — Мануэль / полицейский (в двух эпизодах)
- 1970 — Тора! Тора! Тора! / Tora! Tora! Tora! — озвучивание многих персонажей в англоязычном прокате
- 1972—1983 — МЭШ / M*A*S*H — капрал/сержант Макс Клингер (в двухстах тринадцати эпизодах)
- 1973 — Баначек / англ. Banacek — Ладлоу (в одном эпизоде, в титрах не указан)
- 1973 — Улицы Сан-Франциско / The Streets of San Francisco — Эрни Уолкер (в одном эпизоде)
- 1974—1975 — Барнаби Джонс / англ. Barnaby Jones — разные роли (в двух эпизодах)
- 1975 — Колчак: ночной охотник / англ. Kolchak: The Night Stalker — Джек Бёртон (в одном эпизоде)
- 1978, 1982, 1983 — Лодка любви / The Love Boat — разные роли (в четырёх эпизодах)
- 1979 — Суперпоезд / англ. Supertrain — Уэйд Питерс (в одном эпизоде)
- 1981 — Гонки «Пушечное ядро» / The Cannonball Run — Шейх
- 1983—1984 — После МЭШа / англ. AfterMASH — Максуэлл Кью. Клингер (в двадцати девяти эпизодах)
- 1984 — Гонки «Пушечное ядро» 2 / The Cannonball Run II — Шейх
- 1988 — Она написала убийство / Murder, She Wrote — Тео Векслер (в одном эпизоде)
- 1988 — Новая рождественская сказка / Scrooged — Джейкоб Марли
- 1988 — Фантастическая девушка / Out of This World — Арти (в одном эпизоде)
- 1989 — Зона скорости / Speed Zone — Шейх
- 1997 — Эй, Арнольд! / Hey Arnold! — мистер Вако (в одном эпизоде)
- 1998 — Диагноз: убийство / Diagnosis Murder — Даг Хэнсон (в одном эпизоде)
- 1999 — Без ума от тебя / Mad About You — сотрудник химчистки (в одном эпизоде)
- 2007 — Война в доме / The War at Home — Альберт (в одном эпизоде)
- 2007 — Дедушка на Рождество / англ. A Grandpa for Christmas — Адам Джонсон
- 2007 — Гриффины / Family Guy — камео, обучающее видео в клинике (в эпизоде Верь-не верь, но Джо ходит)